# Glenview (Kentucky)
Glenview – miasto w Stanach Zjednoczonych, w stanie Kentucky, w hrabstwie Jefferson.